# Old Oklahoma Plains
Old Oklahoma Plains è un film del 1952 diretto da William Witney.
È un western statunitense ambientato nel 1926 con Rex Allen e Slim Pickens.

## Produzione
Il film, diretto da William Witney su una sceneggiatura di Milton Raison e un soggetto di Albert DeMond, fu prodotto da Edward J. White, come produttore associato, per la Republic Pictures e girato nelle Alabama Hills a Lone Pine e nell'Iverson Ranch a Chatsworth, California, nel marzo del 1952. La sequenza della corsa è stata presa dal film del 1938 Army Girl.

## Distribuzione
Il film fu distribuito negli Stati Uniti dal 25 luglio 1952 al cinema dalla Republic Pictures.
- nelle Filippine il 2 dicembre 1952
- in Brasile (Golpe Traiçoeiro)